# Raised Fist
Raised Fist is een Zweedse band. Naast hardcore nemen ze ook metal en punk in hun muziek op. Men omschrijft hun stijl meestal als agressief, met harde gitaren en een zeer mooie scream. Ze zijn met 5 leden en bestaan sinds 1993. De naam van de band is afgeleid van het lied "Know Your Enemy" van Rage Against the Machine waarin een zin gerapt wordt: "Born with an insight and a raised fist, a witness to..." De band is door de jaren heen uitgegroeid tot internationale act. Ze spelen bij het platenlabel Burning Heart Records.

## Bandleden
- Alexander "Alle" Hagman – zang
- Jimmy Tikkanen – gitaar
- Daniel Holmgren – gitaar
- Matte Modin – drums
- Andreas "Josse" Johansson – basgitaar

### Voormalige bandleden
- Marco Eronen - gitaar
- Oskar Karlsson – drums
- Peter "Pita" Karlsson - drums
- Petri "Pecka" Rönnberg - guitars
- "Peson" - guitars

## Discografie
- 1994: You're Not Like Me (Ep)
- 1996: Stronger Than Ever (Ep)
- 1998: Fuel
- 2000: Ignoring The Guidelines
- 2001: Watch Your Step
- 2002: Dedication
- 2006: Sound Of the Republic
- 2009: Veil Of Ignorance
- 2015: From the North
- 2019: Anthems